# Buena Vista (hrabstwo Richland)
Buena Vista – miasto w Stanach Zjednoczonych, w stanie Wisconsin, w hrabstwie Richland.